# هرمان لوکس
هرمان لوکس (انگلیسی: Hermann Lux; ۳ سپتامبر ۱۹۰۴ – ۸ ژوئیهٔ ۱۹۹۹) شیمی‌دان اهل مونیخ آلمان بود. عمده شهرت وی به دلیل کار بر روی نظریه لوکس–فلود در اسیدها و بازها است.